# سیارک ۶۹۶۵
سیارک ۶۹۶۵ (به انگلیسی: 6965 Niyodogawa، نامگذاری:1990VS2) شش هزار و نهصد و شصت و پنجمین سیارک کشف شده‌است که در ۱۱ نوامبر ۱۹۹۰ کشف شد.
قدر مطلق سیارک برابر ۱۳٫۳۰ است.